# ガイ・ロシニアク
ガイ・ロシニアク （本名：ヘブライ語：גיא רושיניאק、英語表記：Guy Roshiniak, 1979年11月29日 - ) は イスラエルの俳優、男性声優、翻訳。

## 人物
2002年で声優デビュー。
2006年、ベイトツヴィー演技学校で卒業。
2011年、ジェネレーター・レックスで翻訳デビュー。

## 特色
代表作は『ポケットモンスターシリーズ』のタケシ (三代目)、『フィニアスとファーブ』のファーブ・フレッチャーとバルジート・ライ (代役)、『メタルファイト ベイブレード』の鋼銀河など。
主に熱血の少年役や青年役、クールな二枚目役、冷徹な美形悪役、強烈悪役、特に父親役や老人役など様々なタイプを演じる。

## 出演作品

### テレビアニメ
- アドベンチャー・タイム (役名表記なし)
- イン・ヤン・ヨー! (エラディクース)
- カード王 ミックスマスター (タノース)
- ガーフィールド・ショー (ジョン、他数)
- 怪盗カルメンサンディエゴ (役名表記なし) ※新収録のみ
- コード・リョーコ (オッド・デラ・ロビア)
- シャーマンキング (役名表記なし)
- 獣旋バトル モンスーノ (ノア)
- ジェネレーター・レックス (レックス)
- スター・ウォーズ 反乱者たち (ケイナン・ジャラス (初代)、 ヨーダ (初代))
- スペクタキュラー・スパイダーマン (ケニー・キング・コング、ジョン・ジェイムソン/コロネル・ジュピター、マックス・ディロン/エレクトロ、ライノ、クェンティン・ベック/ミステリオ、ヴェノムの声、他数)
- 太極千字文 (ビシャス)
- デジモンフロンティア (役名表記なし)
- トランスフォーマー ギャラクシーフォース (デモリッシャー、ロードストーム、他数)
- NARUTO -ナルト- (犬塚キバ、ガマブン太、うちはイタチ)
- 爆闘宣言ダイガンダー (ドリモーグ)
- パワーパフガールズ (役名表記なし)
- バットマン:ブレイブ&ボールド (メタモルフォー、エロンゲイテッドマン、ハル・ジョーダン、バディ・ブランク、ジェイソン・ブラッド、レッド・ライアン、アワーマン、水銀、初代フラッシュ/ジェイ・ギャリック、ロボットマン、スポーツマスター、ジョーカー、カレンダーマン、ラムジャム、カイトマン、ニュー・ジョーカー、他数)
- 美少女戦士セーラームーンシリーズ
  - 美少女戦士セーラームーン (ジェダイト、クンツァイト、国立、篠川貴人、サキコの父、アカン、他数)
  - 美少女戦士セーラームーンR (火野宮司、エイル/銀河星十郎、プリンス・デマンド、ワイズマン、アキラル、他数)
  - 美少女戦士セーラームーンS (火野宮司、亀田、浅井、エドワーズ、風間、他数)
  - 美少女戦士セーラームーン SuperS (祭司エリオス/ペガサス、タイガーズ・アイ、ロバート、小太郎、カモイ、広木、ゴム・マリオ、ミスター・マジック・ピエロ、ビリビリ野郎、他数)
  - 美少女戦士セーラームーン セーラースターズ (加山/セーラーガッツ、天野川/セーラーティーチャー、ガラヤン/セーラーコンダクター、五代/セーラーソムリエ、桐山/セーラーアンティーク、DJジャック/セーラーDJ、他数)
- おさるのジョージ (役名表記なし)
- フィニアスとファーブ (ファーブ・フレッチャー (代役)、バルジート・ライ (代役)、他数)
- ベン10シリーズ (キャノンボルト、スワンプファイアー (二代目)、ウェイビッグ)
  - ベン10 エイリアンフォース (マニー (二代目))
  - ベン10 アルティメットエイリアン
- ポケットモンスターシリーズ (タケシ (三代目))
  - ポケットモンスター
  - ポケットモンスター アドバンスジェネレーション
  - ポケットモンスター サイドストーリー
  - ポケットモンスター ダイヤモンド&パール
- ボボボーボ・ボーボボ (ソフトン、完乱謝)
- メダロット (カガミヤマ、ヴィクトル (初登場時)、謎の青年、他数)
- メタルファイト ベイブレード (鋼銀河、水地零士、他数)
  - メタルファイト ベイブレード 爆 (鋼銀河、老師、他数)
- 遊☆戯☆王5D's (ブルーノ/アンチノミー、雑賀 (二代目)、ミゾグチ、アポリア、他数)
- 幽☆遊☆白書 (浦飯幽助)
- ルーニー・テューンズショー (スピーディー・ゴンザレス、シルベスター・キャット、他数)

### 劇場版アニメ
- ガーフィールド・ザ・ヒーロー (チャールズ、他数)
- 劇場版ポケットモンスターシリーズ (タケシ (二代目))
  - 劇場版ポケットモンスター セレビィ 時を超えた遭遇
  - 劇場版ポケットモンスター ダイヤモンド&パール アルセウス 超克の時空へ
- タンタンの冒険/ユニコーン号の秘密 (アラン)
- ノミオとジュリエット (ベニー)
- マダガスカル3 (役名表記なし)
- メガマインド (ハル/タイタン)

### OVA
- ポケットモンスターシリーズ (タケシ)
  - ピカチュウのふゆやすみ
  - ピカチュウのふゆやすみ2001

### テレビ
- キャンプ・ロック2 ファイナル・ジャム (バロン・ジェイムズ)
- ウェイバリー通りのウィザードたち (ジャスティン・ルッソ)
- スイート・ライフ (役名表記なし)

### 実写
- ザ・マペッツ (ドクター・ティズ、80年代ロボット、他数)
- 白雪姫と鏡の女王 (グラッブ)
- スパイキッズ4D:ワールドタイム・ミッション (役名表記なし)
- Mr.ズーキーパーの婚活動物園 (ゲイル)

## 参加作品

### テレビアニメ
- ジェネレーター・レックス (翻訳)
- 太極千字文 (翻訳)

### 劇場版アニメ
- ニセものバズがやって来た (翻訳)

### テレビ
- シャーペイのファビュラス・アドベンチャー (翻訳)